# Planificador
El planificador és un component funcional molt important dels sistemes operatius multitasca i multiprocés. Aquest component és essencial en el sistemes operatius de temps real. La funció del planificador és repartir el temps disponible d'un microprocessador entre tots els processos que estan a l'espera de ser executats.

## Motivació
Tots els sistemes operatius gestionen les aplicacions utilitzant el concepte de procés. En els sistemes amb un únic processador, en un instant donat de temps, a l'ordinador poden existir diversos processos a l'espera de ser executats, però com que només es disposa d'un processador, només un dels processos en espera pot ser executat. Per això, sorgeix la necessitat que un part del sistema operatiu gestiona de forma equitativa quins processos han de ser executats en cada moment.

## Tipus de planificadors
Els planificadors intenten assolir els següents objectius: disponibilitat, repartiment, equilibri, aprofitament, eficiència i interactivitat. Com que els objectius descrits no es poden assolir simultàniament, la planificació es divideix en diversos nivells a llarg, mitjà i curt termini.

### Llarg termini
El planificador de llarg termini és l'encarregat de controlar el grau de multiprogramació del sistema, és a dir, la quantitat de processos que s'executen alhora. Aquest planificador té en compte la càrrega del sistema i inicia la següent tasca en funció de les estimacions d'ús dels recursos del sistema que seran ocupats. És un planificador de baixa freqüència que sol utilitzar algorismes de selecció complexes.

### Mitjà termini
El planificador de mitjà termini és l'encarregat de vigilar que no entrem en estat de thrashing i en cas d'entrar-hi és l'encarregat d'aturar processos, realitzant un swap-out, i en cas que el grau de multiprogramació baixi carregarà els processos suspesos, realitzant un swap-in. Els criteris que utilitzarà per escollir quins processos han de ser suspesos es basaran en si són o no interactius o el temps d'espera de l'E/S.

### Curt termini
El planificador de curt termini és l'encarregat d'escollir el procés que passarà a l'estat d'execució dels que es troben a l'estat de preparat. És un planificador que a diferència de l'anterior és cridat constantment (a cada canvi de context), per tant, és vital que sigui ràpid i eficaç a l'escollir el següent procés que utilitzarà la UCP.